# Śródmiejski Szlak Spacerowy im. Księcia Przemysława
 Śródmiejski Szlak Spacerowy im. Księcia Przemysława (założyciela miasta) - jest spacerowym szlakiem turystycznym w Przemyślu, znakowany kolorem niebieskim. Obejmuje najcenniejszą krajoznawczo i historycznie część przemyskiego miasta. Całkowita długość szlaku wynosi 3,5 km.

## Informacje ogólne
Położenie Szlaku to Pogórze Przemyskie (fragment Pogórza Karpackiego). Szlak upamiętnia księcia Przemysława, władcę zachodniosłowiańskiego, lechickiego plemienia Lędzian, zwanych też Lachami (na początku średniowiecza zamieszkiwali ten region). Od imienia księcia Przemysław pochodzi nazwa dawnego stołecznego grodu Lędzian, obecnie miasta: Przemyśl. Czas samego przejścia szlakiem wynosi ok. 1,5 h. Kierunek przejścia jest odwrotny do kierunku wskazówek zegara.

## Przebieg szlaku
Trasa:  Stare Miasto – Wzgórze Zamkowe (265 m n.p.m.) – Wzgórze Trzech Krzyży (288 m n.p.m.) – Zniesienie (353 m n.p.m.) – Stare Miasto.

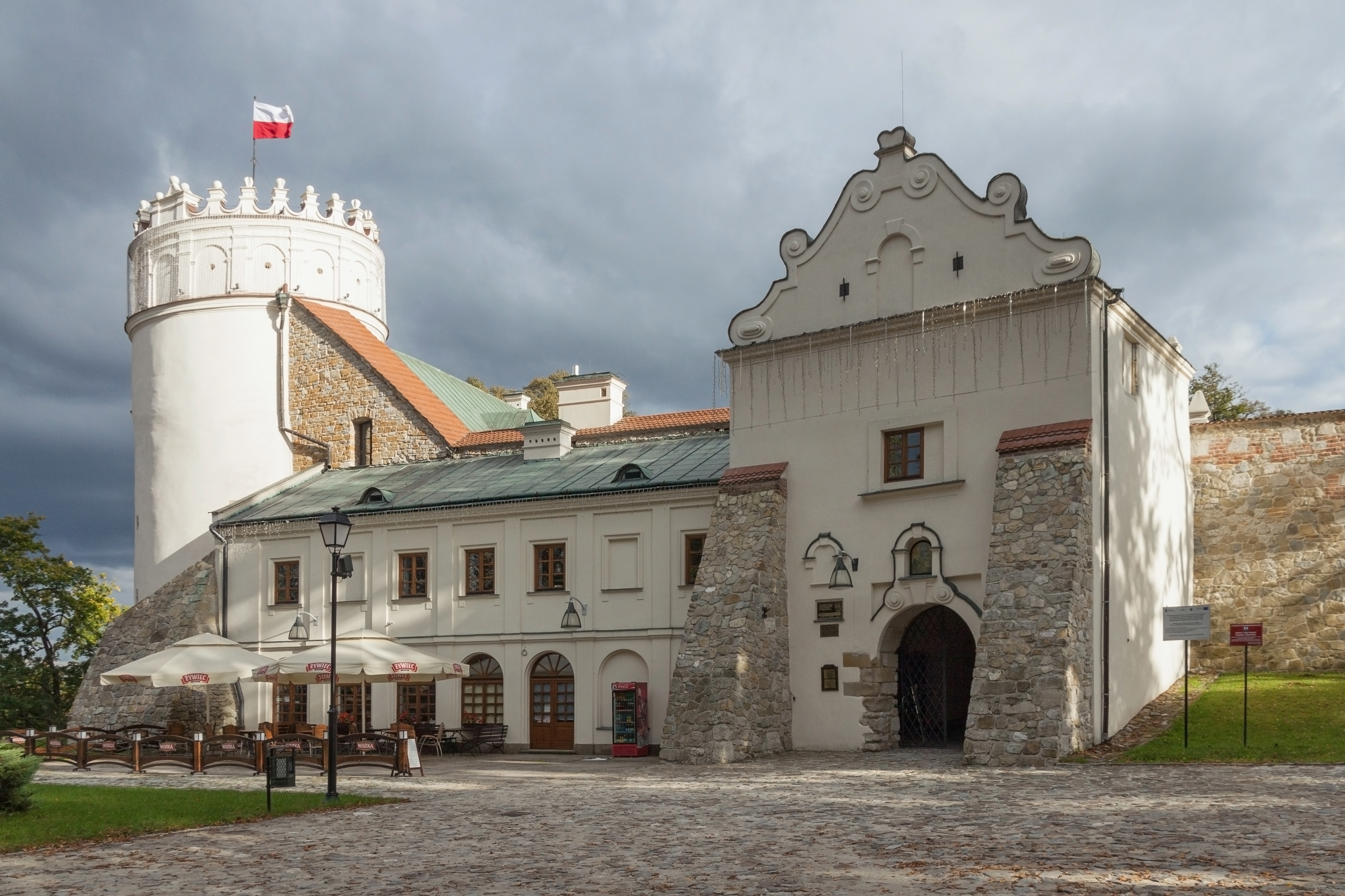
Zamek Kazimierzowski - Przemyśl

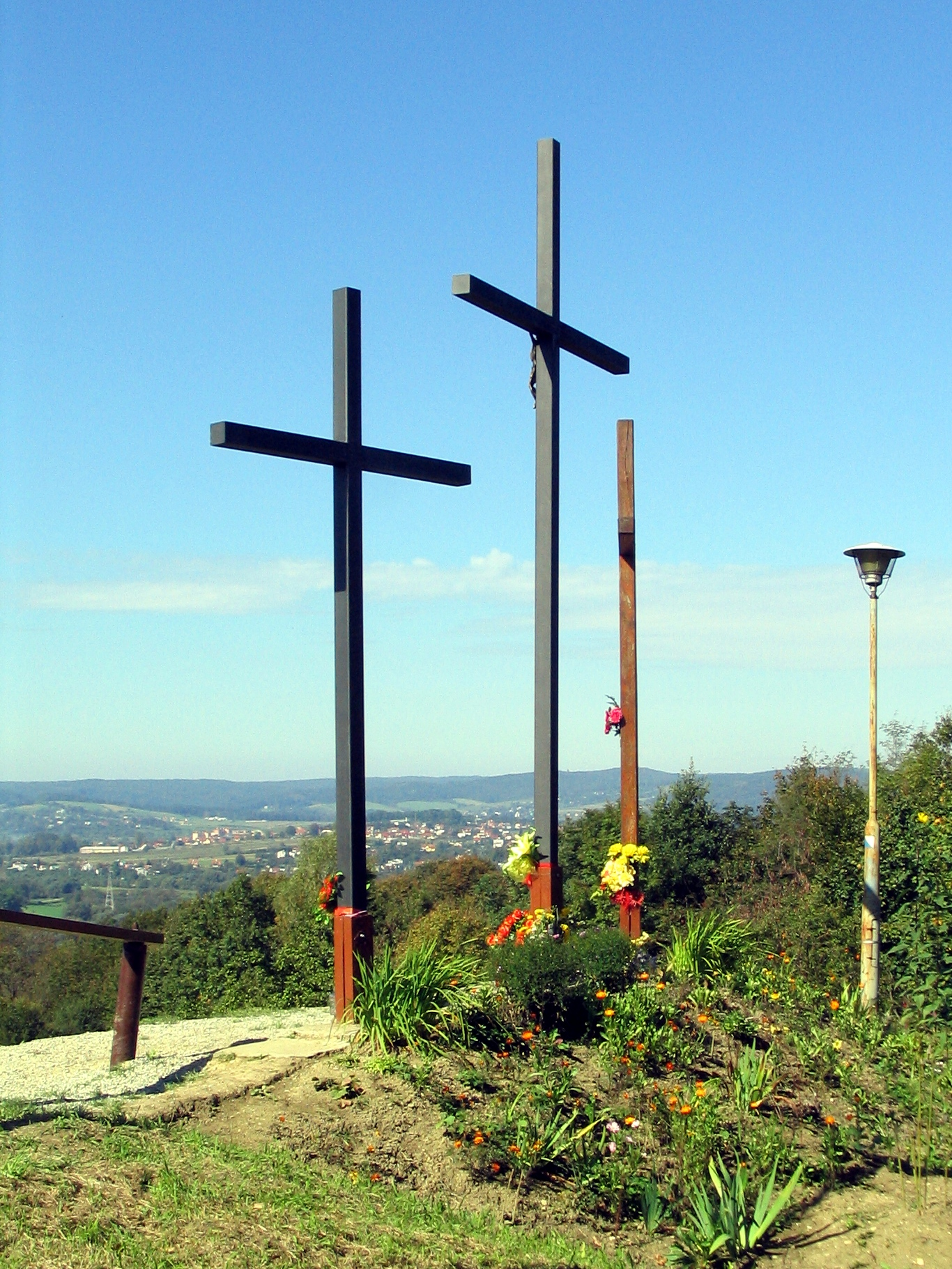
Wzgórze Trzech Krzyży w Przemyślu

### Ważniejsze atrakcje na trasie (szlaku):
- rynek starego przemyskiego miasta

- archikatedra rzymskokatolicka Wniebowzięcia NMP i św. Jana Chrzciciela
- zamek Kazimierzowski
- park zamkowy
- fragmenty umocnień Twierdzy Przemyśl (część pierścienia wewnętrznego)
- wzgórze Trzech Krzyży (288 m n.p.m.)
- zniesienie (353 m n.p.m.) z Fortem XVI „Zniesienie” i Przemyskim Parkiem Sportowo - Rekreacyjnym
- kościół i klasztor Karmelitanek Bosych
- kościół i klasztor Karmelitów Bosych
- fragmenty murów miejskich (kilkadziesiąt metrów od szlaku)
- wieża zegarowa (niedaleko szlaku)
- pomnik świętego Jana Pawła II (nieopodal szlaku)
- archikatedra greckokatolicka (pierwotnie kościół Jezuitów)
- kościół Franciszkanów Konwentualnych

## Mapa szlaku
- Przemyśl- szlak spacerowy staromiejski (niebieski)